# Elecciones de gobernadores regionales de Chile de 2021
Las elecciones de gobernadores regionales de Chile de 2021 se realizaron el 15 y 16 de mayo de 2021 para elegir al órgano ejecutivo del gobierno regional –en el cual reside la administración superior regional–, de cada una de las 16 regiones en que se divide Chile. Originalmente estas elecciones estaban previstas para el domingo 25 de octubre de 2020 —y los nuevos gobernadores debían asumir sus cargos el 6 de enero de 2021—, pero fueron postergadas al 4 de abril de 2021 debido a la pandemia de enfermedad de coronavirus, sin embargo dicha fecha coincidía con las celebraciones de Semana Santa, por lo que fueron postergadas nuevamente en una semana, quedando fijadas definitivamente para el 11 de abril.
Si los partidos o coaliciones políticas realizaran primarias legales para definir sus candidatos a gobernadores regionales, éstas se realizarían originalmente el domingo 7 de junio en conjunto con las eventuales primarias de alcaldes, sin embargo la fecha de las eventuales primarias fue postergada al 29 de noviembre. Debido a la pandemia, el 11 de marzo fue aprobada la ley que determinó que la votación se realizaría en dos jornadas: el sábado 10 y domingo 11 de abril, convirtiéndose en la primera elección en Chile que se realizaría en más de un día. Finalmente, las elecciones fueron nuevamente postergadas para el 15 y 16 de mayo de 2021, luego que se aprobara una reforma constitucional con dicho fin el 6 de abril.
No obstante, al no haber alcanzado el mínimo exigido en la ley, el cual era un 40 % de los votos, se realizó balotaje en todas las regiones del país, excepto en Valparaíso, Aysén y Magallanes, el día 13 de junio de 2021.

## Antecedentes
Los gobernadores regionales durarán cuatro años en su labor y pueden ser reelectos solo una vez. En el caso de que en una región ninguno de los candidatos obtenga el 40% de los votos válidamente emitidos, se procederá a una segunda vuelta entre las dos primeras mayorías el cuarto domingo siguiente al de la primera vuelta; en este caso, el balotaje se realizaría originalmente el 9 de mayo de 2021, sin embargo con la postergación de las elecciones la nueva fecha para el eventual balotaje quedó fijada para el 13 de junio.
Estos comicios serán las primeras elecciones de gobernadores regionales realizadas en la historia del país, y se realizarán paralelamente a las elecciones municipales. A partir de la siguiente elección, prevista para octubre de 2024, los gobernadores serán elegidos en conjunto con los alcaldes, concejales y consejeros regionales, luego que se modificara la fecha de elección de estos últimos y que anteriormente se elegían en conjunto con el presidente de la República, senadores y diputados. Dado que la opción «Apruebo [la nueva constitución]» triunfó en el plebiscito nacional de octubre de 2020, los miembros de la Convención Constitucional también serán elegidos en forma paralela a las elecciones municipales y de gobernadores.

## Primarias

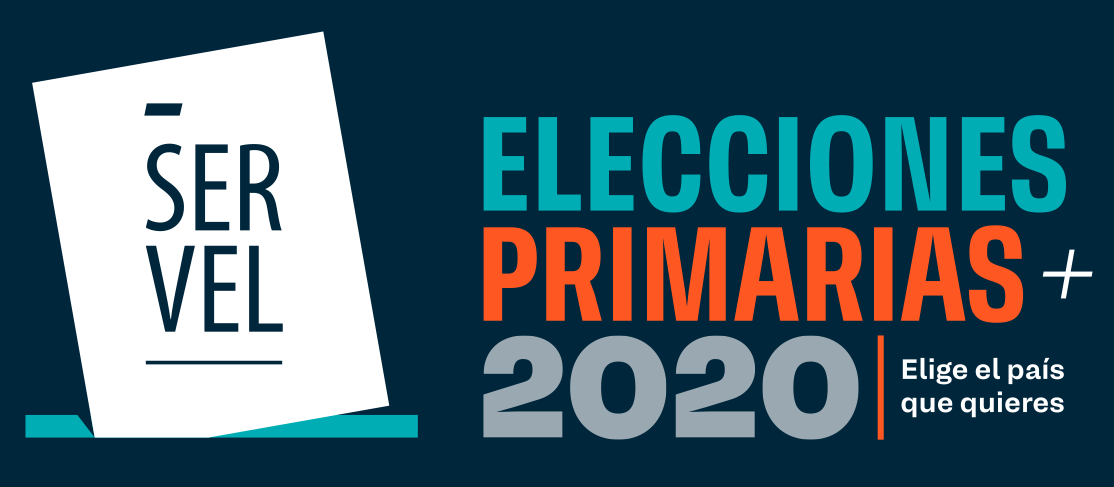
Logotipo oficial de las primarias, presentado por el Servicio Electoral.

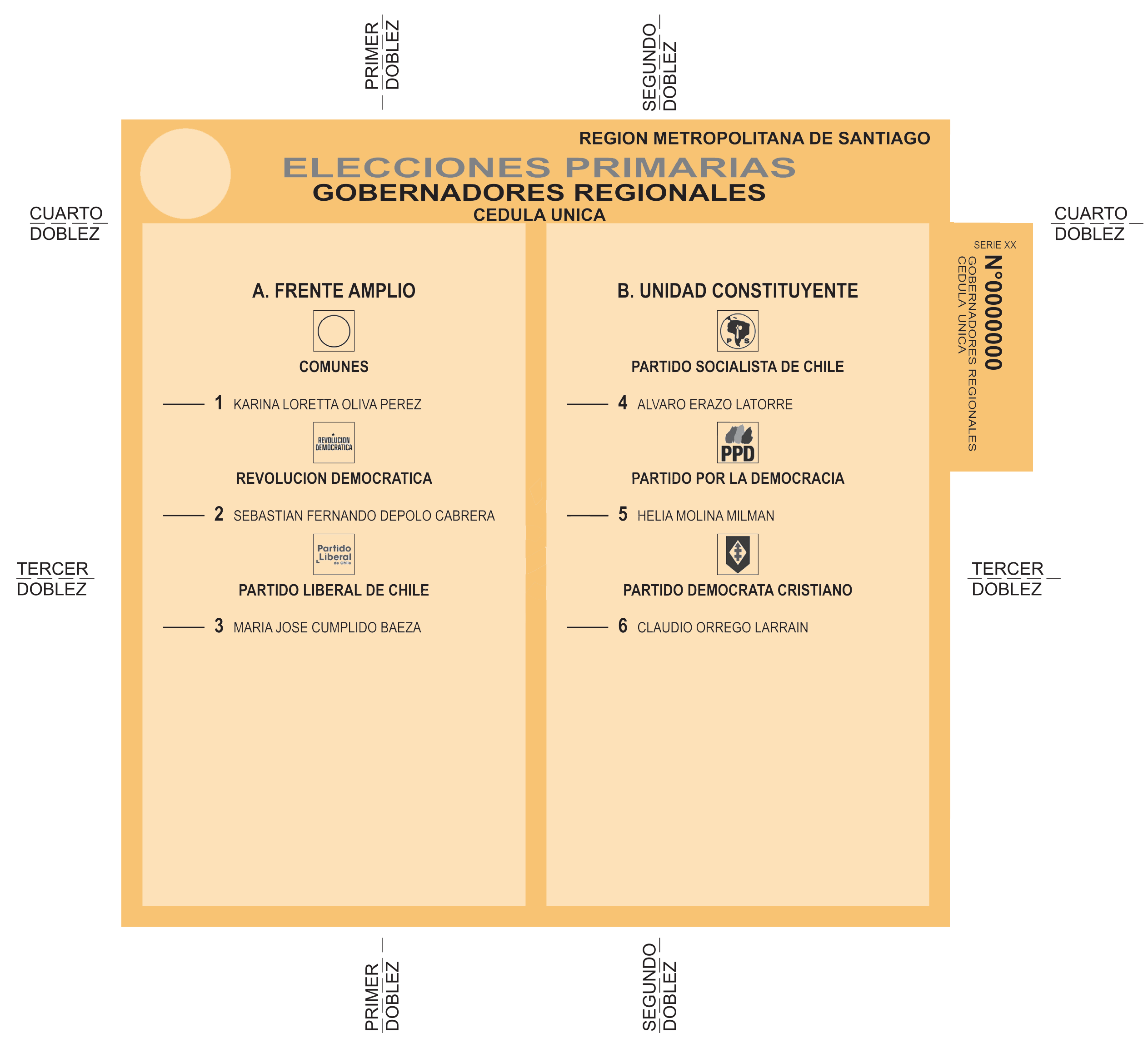
Cédula de votación utilizada en las primarias de gobernador en la Región Metropolitana para ciudadanos no afiliados a partidos.

El 25 de septiembre de 2020 el Partido Ecologista Verde de Chile (PEV) inscribió ante el Servicio Electoral (Servel) candidaturas para realizar una elección primaria para definir su postulante a gobernador regional en la Araucanía. El 30 de septiembre los pactos Chile Vamos, Frente Amplio y Unidad Constituyente también inscribieron primarias para gobernadores regionales.
El 19 de noviembre de 2020 Unidad para el Cambio, después ampliado a Chile Digno, anunció candidaturas para la elección de gobernadores regionales, e hizo un llamado a concordar primarias convencionales abiertas de toda la oposición. El 26 de noviembre se anunció un preacuerdo entre el Frente Amplio (FA) y Chile Digno para realizar primarias convencionales en algunas regiones; en las regiones de Valparaíso y Ñuble, Chile Digno se omitirá en favor del candidato del FA, mientras que esta última coalición hará lo mismo en Biobío y la Araucanía, en donde Chile Digno presentará su candidato.
Las primarias realizadas en cada región, según las listas presentadas, son las siguientes:
| Región             | A. Frente Amplio | B. Unidad Constituyente | C. Chile Vamos | D. Ecologistas e Independientes |
| ------------------ | ---------------- | ----------------------- | -------------- | ------------------------------- |
| Arica y Parinacota |                  |                         |                |                                 |
| Tarapacá           |                  |                         |                |                                 |
| Antofagasta        |                  |                         |                |                                 |
| Atacama            |                  |                         |                |                                 |
| Coquimbo           |                  |                         |                |                                 |
| Valparaíso         |                  |                         |                |                                 |
| Metropolitana      |                  |                         |                |                                 |
| O'Higgins          |                  |                         |                |                                 |
| Maule              |                  |                         |                |                                 |
| Ñuble              |                  |                         |                |                                 |
| Biobío             |                  |                         |                |                                 |
| Araucanía          |                  |                         |                |                                 |
| Los Ríos           |                  |                         |                |                                 |
| Los Lagos          |                  |                         |                |                                 |
| Aysén              |                  |                         |                |                                 |
| Magallanes         |                  |                         |                |                                 |

Los resultados preliminares de las elecciones primarias son los siguientes:
| Partido                         | Partido                         | Votos   | %      | Candidatos | Nominados |
| ------------------------------- | ------------------------------- | ------- | ------ | ---------- | --------- |
| A. Frente Amplio                | A. Frente Amplio                | 67 990  | 100%   | 10         | 4         |
|                                 | Independientes                  | 18 147  | 26,69% | 1          | 1         |
|                                 | Comunes                         | 16 739  | 24,62% | 3          | 2         |
|                                 | Partido Liberal                 | 12 630  | 18,58% | 3          | 0         |
|                                 | Revolución Democrática          | 12 116  | 17,82% | 2          | 1         |
|                                 | Convergencia Social             | 8358    | 12,29% | 1          | 0         |
| B. Unidad Constituyente         | B. Unidad Constituyente         | 254 560 | 100%   | 52         | 16        |
|                                 | Partido Demócrata Cristiano     | 103 466 | 40,65% | 15         | 6         |
|                                 | Partido Socialista              | 57 084  | 22,42% | 11         | 4         |
|                                 | Partido por la Democracia       | 37 175  | 14,60% | 5          | 1         |
|                                 | Independientes                  | 31 137  | 12,23% | 10         | 5         |
|                                 | Partido Radical                 | 22 057  | 8,66%  | 9          | 0         |
|                                 | Partido Progresista             | 2757    | 1,08%  | 1          | 0         |
|                                 | Ciudadanos                      | 884     | 0,35%  | 1          | 0         |
| C. Chile Vamos                  | C. Chile Vamos                  | 42 377  | 100%   | 21         | 7         |
|                                 | Renovación Nacional             | 20 288  | 47,88% | 7          | 5         |
|                                 | Unión Demócrata Independiente   | 12 950  | 30,56% | 6          | 2         |
|                                 | Independientes                  | 5944    | 14,03% | 5          | 0         |
|                                 | Evolución Política              | 3195    | 7,54%  | 3          | 0         |
| D. Ecologistas e Independientes | D. Ecologistas e Independientes | 6871    | 100%   | 4          | 1         |
|                                 | Independientes                  | 3931    | 57,21% | 2          | 1         |
|                                 | Partido Ecologista Verde        | 2940    | 42,79% | 2          | 0         |
| Votos válidamente emitidos      | Votos válidamente emitidos      | 371 798 | 88,80% |            |           |
| Votos nulos                     | Votos nulos                     | 28 308  | 6,76%  |            |           |
| Votos en blanco                 | Votos en blanco                 | 18 579  | 4,44%  |            |           |
| Total de votos emitidos         | Total de votos emitidos         | 418 685 | 100%   |            |           |

## Listas inscritas

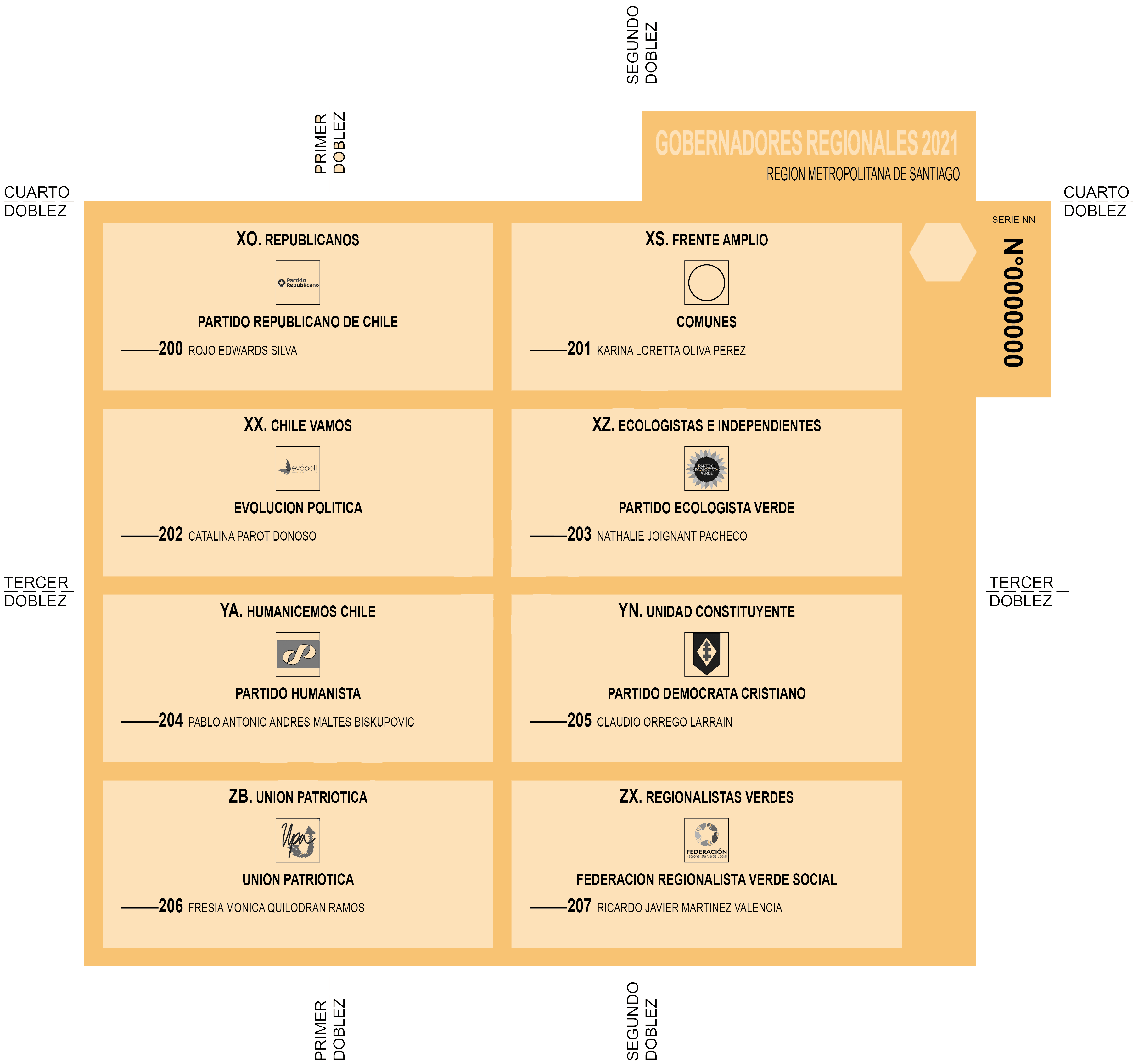
Cédula de votación utilizada en la Región Metropolitana de Santiago.

El 22 de diciembre el Frente Amplio y Chile Digno formalizaron la creación de un bloque político conjunto de cara a las elecciones de gobernadores regionales, municipales y de convencionales constituyentes.
El 6 de enero de 2021 fueron inscritos 2 pactos: «Humanicemos Chile» (conformado por el Partido Humanista e independientes) e «Igualdad para Chile», conformado por el Partido Igualdad e independientes. Ambos partidos concurren unidos en las elecciones municipales bajo el pacto «Dignidad Ahora». Al día siguiente se conformó el pacto «Independientes Cristianos», conformado por el Partido Conservador Cristiano e independientes.
El 11 de enero —último día para inscribir pactos y candidaturas— fue presentada en el Servel la lista «Republicanos», conformada por el Partido Republicano e independientes. También fue inscrito el pacto «Regionalistas Verdes», conformado por la Federación Regionalista Verde Social.
El 14 de enero se realizó el sorteo para asignar las letras que identificarán a cada lista en la cédula de votación. Al ocurrir las elecciones de manera simultánea con las de convencionales constituyentes, alcaldes y concejales, el sorteo contempló al mismo tiempo todas las listas presentadas para los cuatro comicios. El resultado del sorteo para el orden de las listas de gobernadores regionales fue el siguiente:
| Pacto/Lista                                 | Composición                                  |
| ------------------------------------------- | -------------------------------------------- |
| U. Igualdad para Chile                      | Partido Igualdad                             |
| WG. Partido Nacional Ciudadano              | Partido Nacional Ciudadano                   |
| XO. Republicanos                            | Partido Republicano                          |
| XS. Frente Amplio                           | Revolución Democrática                       |
| XS. Frente Amplio                           | Convergencia Social                          |
| XS. Frente Amplio                           | Comunes                                      |
| XS. Frente Amplio                           | Partido Liberal                              |
| XX. Chile Vamos                             | Renovación Nacional                          |
| XX. Chile Vamos                             | Unión Demócrata Independiente                |
| XX. Chile Vamos                             | Evolución Política                           |
| XX. Chile Vamos                             | Partido Regionalista Independiente Demócrata |
| XZ. Ecologistas e Independientes            | Partido Ecologista Verde                     |
| YA. Humanicemos Chile                       | Partido Humanista                            |
| YC. Independientes Cristianos               | Partido Conservador Cristiano                |
| YN. Unidad Constituyente                    | Partido Demócrata Cristiano                  |
| YN. Unidad Constituyente                    | Partido Socialista                           |
| YN. Unidad Constituyente                    | Partido por la Democracia                    |
| YN. Unidad Constituyente                    | Partido Radical                              |
| YN. Unidad Constituyente                    | Partido Progresista                          |
| YN. Unidad Constituyente                    | Ciudadanos                                   |
| ZB. Unión Patriótica                        | Unión Patriótica                             |
| ZR. Partido de Trabajadores Revolucionarios | Partido de Trabajadores Revolucionarios      |
| ZV. Por Dignidad Regional                   | Partido Comunista                            |
| ZX. Regionalistas Verdes                    | Federación Regionalista Verde Social         |

## Candidaturas
Las candidaturas para gobernadores regionales inscritas al 11 de enero de 2021 son las siguientes:
| Lista            | Lista | Lista | Arica y Parinacota | Tarapacá                      | Antofagasta               | Atacama                  | Coquimbo                 | Valparaíso               | Metropolitana           | O'Higgins                 |
| ---------------- | ----- | ----- | ------------------ | ----------------------------- | ------------------------- | ------------------------ | ------------------------ | ------------------------ | ----------------------- | ------------------------- |
|                  | U     | IpCh  |                    |                               |                           |                          |                          | Marco Oyanedel (Ind.)    |                         |                           |
|                  | WG    | PNC   |                    |                               |                           |                          |                          |                          |                         |                           |
|                  | XO    | Rep.  |                    |                               |                           |                          |                          |                          | Rojo Edwards (PRCh)     |                           |
|                  | XS    | FA    |                    | José Miguel Carvajal (Com.) * | Paula Orellana (RD)       |                          |                          | Rodrigo Mundaca (Ind.) * | Karina Oliva (Com.) *   |                           |
|                  | XX    | ChV   | Enrique Lee (Ind.) | Jorge Fistonic (UDI) *        | Marco Antonio Díaz (RN) * | Fernando Ghiglino (RN) * | Marco Sulantay (UDI) *   | Manuel Millones (Ind.)   | Catalina Parot (EVOP)   | Eduardo Cornejo (UDI)     |
|                  | XZ    | Eco.  |                    |                               |                           |                          | Krist Naranjo (Ind.)     |                          | Nathalie Joignant (PEV) | Franklin Gallardo (Ind.)  |
|                  | YA    | HCh   |                    |                               |                           |                          |                          | Ricardo Georges (PH)     | Pablo Maltés (PH)       |                           |
|                  | YC    | IC    |                    |                               |                           |                          |                          |                          |                         |                           |
|                  | YN    | UC    | Jorge Díaz (DC) *  | Marco Antonio Pérez (Ind.) *  | Ricardo Díaz (Ind.) *     | Carlo Pezo (Ind.) *      | Ricardo Cifuentes (DC) * | Aldo Valle (Ind.) *      | Claudio Orrego (DC) *   | Pablo Silva (PS) *        |
|                  | ZB    | UP    |                    |                               |                           |                          |                          | Luis Aravena (UPA)       | Fresia Quilodrán (UPA)  |                           |
|                  | ZR    | PTR   |                    |                               | Lester Calderón (PTR)     |                          |                          |                          |                         |                           |
|                  | ZV    | PDR   |                    | Enzo Morales (Ind.)           |                           | Javier Castillo (PC)     | Javier Vega (PC) *       |                          |                         |                           |
|                  | ZX    | RV    |                    |                               | Claudio Lagos (FRVS)      | Marco Maturana (FRVS)    |                          |                          | Ricardo Martínez (FRVS) | Esteban Valenzuela (FRVS) |
|                  | ZZI   | Ind.  | Juan Meruvia       |                               |                           | Miguel Vargas            |                          |                          |                         | Ricardo Rincón            |
| Roberto Quintana | ZZI   | Ind.  |                    |                               |                           |                          |                          |                          |                         |                           |
| Orlando Vargas   | ZZI   | Ind.  |                    |                               |                           |                          |                          |                          |                         |                           |

| Lista | Lista | Lista | Maule                        | Ñuble                    | Biobío               | Araucanía                  | Los Ríos                 | Los Lagos                 | Aysén                | Magallanes            |
| ----- | ----- | ----- | ---------------------------- | ------------------------ | -------------------- | -------------------------- | ------------------------ | ------------------------- | -------------------- | --------------------- |
|       | U     | IpCh  |                              | Guillermo Riveros (Ind.) | Javier Sandoval (PI) | Aucán Huilcamán (Ind.)     |                          |                           |                      |                       |
|       | WG    | PNC   |                              |                          |                      | René Rubeska (PNC)         |                          |                           |                      |                       |
|       | XO    | Rep.  | Juan Valdebenito (PRCh)      | José Videla (Ind.)       |                      |                            |                          |                           |                      |                       |
|       | XS    | FA    |                              | Ignacio Marín (RD)       |                      |                            |                          | Jaime Sáez Quiroz (RD) *  |                      |                       |
|       | XX    | ChV   | George Bordachar (RN) *      | Jezer Sepúlveda (UDI) *  | Flor Weisse (UDI)    | Luciano Rivas (Ind.)       | María José Gatica (RN) * | Ricardo Kuschel (RN)      | Raúl Rudolphi (RN) * | Juan José Arcos (PRI) |
|       | XZ    | Eco.  |                              | Julio Becerra (Ind.)     | Ana Araneda (PEV)    | Luis Antonio Levi (Ind.) * |                          | Alfonso Belmar (PEV)      |                      |                       |
|       | YA    | HCh   | Iván Sepúlveda (PH)          |                          | Pedro Neira (PH)     | Luis Vivanco (PH)          | Luz Soto (PH)            |                           |                      | Claudio Flores (Ind.) |
|       | YC    | IC    |                              | Óscar Fernández (PCC)    |                      | César Vargas (Ind.)        |                          |                           |                      |                       |
|       | YN    | UC    | Cristina Bravo Castro (DC) * | Óscar Crisóstomo (PS) *  | Eric Aedo (DC) *     | Eugenio Tuma (PPD) *       | Luis Cuvertino (PS) *    | Patricio Vallespín (DC) * | Andrea Macías (PS) * | Jorge Flies (Ind.) *  |
|       | ZB    | UP    |                              |                          | Gastón Flores (UPA)  |                            |                          |                           |                      |                       |
|       | ZR    | PTR   |                              |                          |                      |                            |                          |                           |                      |                       |
|       | ZV    | PDR   | Gabriel Rojas (PC)           |                          | Tania Concha (PC)    |                            | Paola Peña (PC)          | Paola Venegas (PC)        |                      |                       |
|       | ZX    | RV    | Manuel Améstica (FRVS)       |                          |                      | Vicente Painel (FRVS)      |                          |                           |                      |                       |
|       | ZZI   | Ind.  | Francisco Pulgar             |                          | Rodrigo Díaz         |                            | Elías Sabat              |                           | Jorge Sepúlveda      | Christian Matheson    |
|       | ZZI   | Ind.  |                              |                          |                      |                            | Manuel José Correa       |                           |                      |                       |

     Candidatura ganadora en primera vuelta.
     Candidatura ganadora en segunda vuelta.
     Candidatura que avanzó a segunda vuelta, pero perdió.

## Resultados

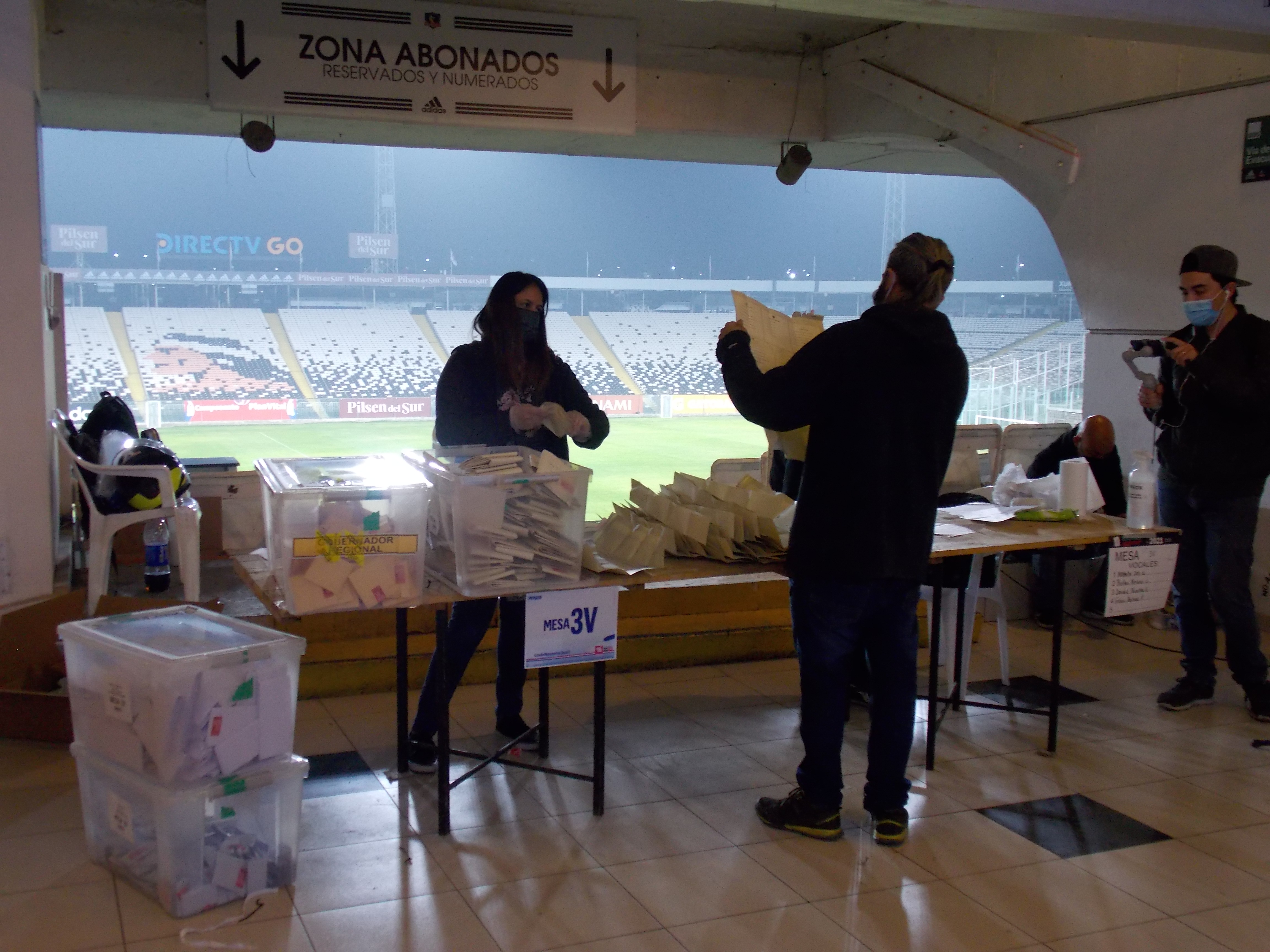
Escrutinio de votos en el Estadio Monumental, local más grande de la Región Metropolitana de Santiago.

Los resultados de las elecciones de gobernadores regionales fueron:
| Región             | Intendente/a saliente | Intendente/a saliente       | Intendente/a saliente |        | Gobernador/a electo/a         | Gobernador/a electo/a | Gobernador/a electo/a |
| Región             | Nombre                | Nombre                      | Partido               | Nombre | Nombre                        | Partido               |                       |
| ------------------ | --------------------- | --------------------------- | --------------------- | ------ | ----------------------------- | --------------------- | --------------------- |
| Arica y Parinacota |                       | Roberto Erpel Seguel        | UDI                   |        | Jorge Díaz Ibarra             | DC                    |                       |
| Tarapacá           |                       | Miguel Ángel Quezada Torres | UDI                   |        | José Miguel Carvajal Gallardo | Com.                  |                       |
| Antofagasta        |                       | Rodrigo Saavedra Burgos     | RN                    |        | Ricardo Díaz Cortés           | Ind.                  |                       |
| Atacama            |                       | Patricio Urquieta García    | RN                    |        | Miguel Vargas Correa          | Ind.                  |                       |
| Coquimbo           |                       | Pablo Herman Herrera        | Ind.                  |        | Krist Naranjo Peñaloza        | Ind.                  |                       |
| Valparaíso         |                       | Jorge Martínez Durán        | RN                    |        | Rodrigo Mundaca Cabrera       | Ind.                  |                       |
| Metropolitana      |                       | Felipe Guevara Stephens     | RN                    |        | Claudio Orrego Larraín        | DC                    |                       |
| O'Higgins          |                       | Ricardo Guzmán Millas       | UDI                   |        | Pablo Silva Amaya             | PS                    |                       |
| Maule              |                       | Juan Eduardo Prieto Correa  | EVOP                  |        | Cristina Bravo Castro         | DC                    |                       |
| Ñuble              |                       | Cristóbal Jardua Campos     | UDI                   |        | Óscar Crisóstomo Llanos       | PS                    |                       |
| Biobío             |                       | Patricio Kuhn Artigues      | UDI                   |        | Rodrigo Díaz Worner           | Ind.                  |                       |
| Araucanía          |                       | Víctor Manoli Nazal         | RN                    |        | Luciano Rivas Stepke          | Ind.                  |                       |
| Los Ríos           |                       | César Asenjo Jerez          | Ind.                  |        | Luis Cuvertino Gómez          | PS                    |                       |
| Los Lagos          |                       | Carlos Geisse Mac-Evoy      | RN                    |        | Patricio Vallespín López      | DC                    |                       |
| Aysén              |                       | Margarita Ossa Rojas        | EVOP                  |        | Andrea Macías Palma           | PS                    |                       |
| Magallanes         |                       | Jennifer Rojas García       | RN                    |        | Jorge Flies Añón              | Ind.                  |                       |

## Elecciones por región
| - Región de Arica y Parinacota - Región de Tarapacá - Región de Antofagasta - Región de Atacama - Región de Coquimbo - Región de Valparaíso - Región Metropolitana de Santiago - Región de O'Higgins | - Región del Maule - Región de Ñuble - Región del Biobío - Región de la Araucanía - Región de Los Ríos - Región de Los Lagos - Región de Aysén - Región de Magallanes |